# هالیل گاون
هالیل گاون (انگلیسی: Halil Güven؛ زادهٔ تاریخ ورودی نامعتبر است) دانشمند در زمینه مکانیک اهل قبرس شمالی است.
وی همچنین برندهٔ جوایزی همچون برنامه فولبرایت شده‌است.